# Dynamis
Dynamis (altgriechisch Δύναμις Dýnamis; * 63 v. Chr.; † 7/8 n. Chr.), genannt Philoromaios (Φιλορωμαῖος Philorōmaíos), war in der Zeit des Kaisers Augustus Königin des Bosporanischen Reiches.

## Leben

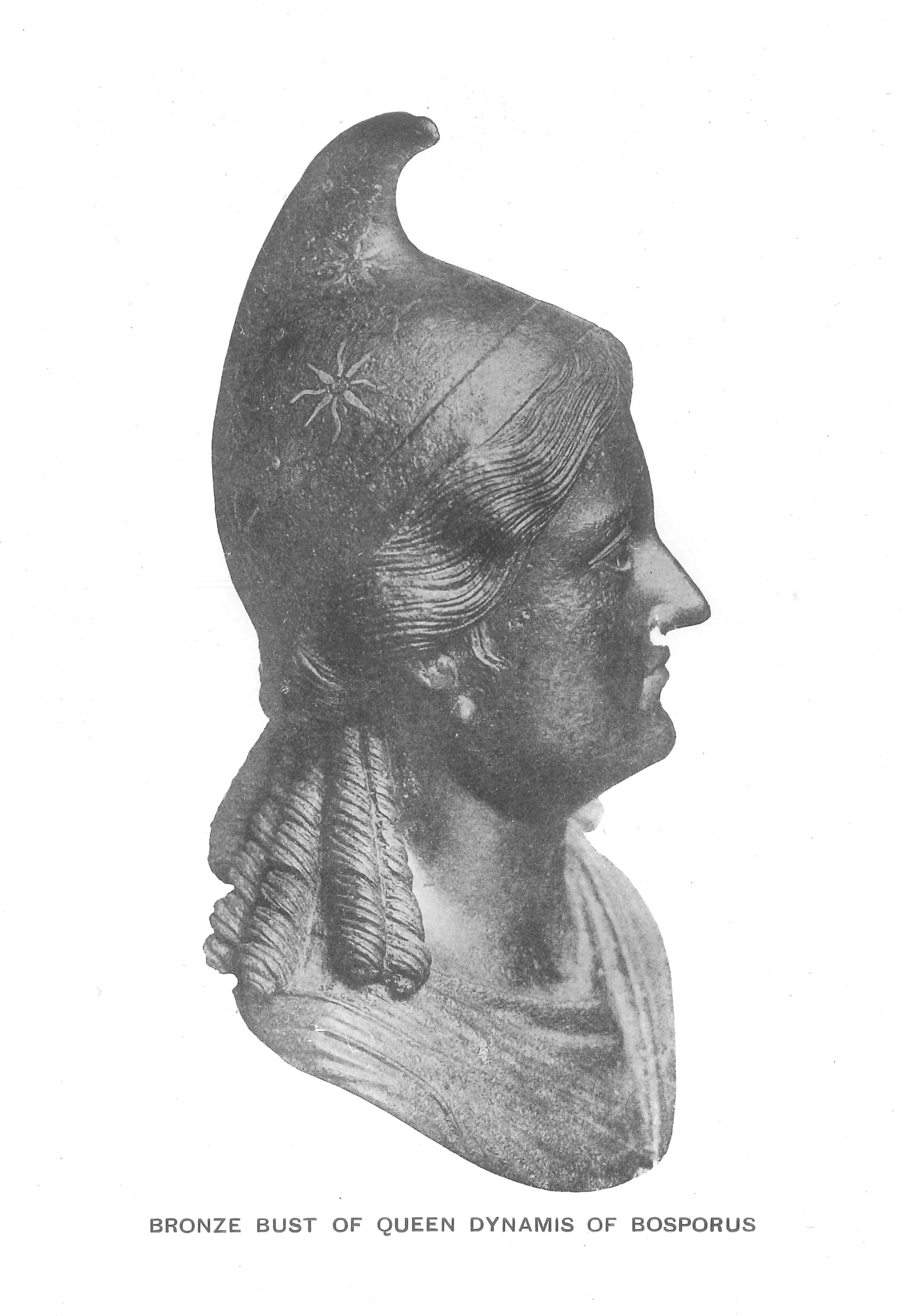
Traditionell mit Dynamis identifizierte Bronzebüste in der Eremitage in Sankt Petersburg (siehe aber den Abschnitt Bildliche Darstellungen)

Sie war die Tochter des bosporanischen Königs Pharnakes’ II. und damit die Enkelin von Mithridates VI. von Pontos. Nach der Ermordung ihres Vaters durch dessen Statthalter Asandros im Jahre 47 v. Chr. versuchte der in römischen Diensten stehende Adelige Mithridates von Pergamon, das Bosporanische Reich zu erobern, wurde aber ebenfalls von Asandros besiegt. Dieser machte sich daraufhin zum bosporanischen König und heiratete Dynamis, um seine Herrschaft etwas zu legitimieren. Von seiner Herrschaftszeit ist nur wenig Konkretes bekannt.
Als 16 v. Chr. ein sonst nicht bekannter Scribonius rebellierte, tötete sich der angeblich bereits 93-jährige Asandros selbst und Dynamis heiratete den Usurpator. Daraufhin wurde der pontische König Polemon I. von Augustus mit der Niederschlagung dieses Aufstandes beauftragt. Doch noch bevor er militärisch gegen Scribonius vorgehen konnte, wurde dieser von seinen eigenen Leuten umgebracht. Polemon beherrschte nun sowohl Pontos als auch das Bosporanische Reich und damit die ganze Krim. Um sich Akzeptanz zu verschaffen, heiratete er – wie vorher schon Asandros und Scribonius – Dynamis.
Diese jedoch war mit der gemeinschaftlichen Regierung nicht einverstanden und floh 13 v. Chr. zu den im Landesinneren der Krim lebenden, ihr treu ergebenen Stämmen der „Aspourgianoi“, deren Name sich vermutlich von Aspourgos, dem Sohn der Dynamis, herleitete. Sie hinderten Polemon daran, das Bosporanische Reich zur Gänze unter seine Kontrolle zu bringen. Polemon heiratete daraufhin Pythodoris, eine Enkelin des Marcus Antonius und regierte in den nächsten Jahren zusammen mit dieser und den drei gemeinsamen Kindern sein Reich. Auf dem Gebiet des Bosporanischen Reiches wurde er jedoch nur teilweise, hier lediglich von den griechisch geprägten Städten der Taurischen Chersonesos akzeptiert. Es kam immer wieder zu Aufständen gegen seine Herrschaft, die vermutlich von Dynamis ausgingen. Um sich endgültig durchsetzen zu können, führte Polemon Kriegszüge in das Landesinnere. Bei einer Aktion gegen die Aspurgianoi wurde Polemon gefangen genommen und vermutlich 8/7 v. Chr. umgebracht. Augustus setzte Dynamis wieder als Regentin ein. Sie regierte bis 7/8 n. Chr. Nach ihrem Tod übernahm Aspourgos die Herrschaft über die Krim.
Die Hauptquelle zum Leben der Dynamis ist Buch 54 von Cassius Dios Römischer Geschichte. Erhalten ist außerdem eine Inschrift, in der Dynamis ihren „Wohltätern“ Augustus und Livia dankt.

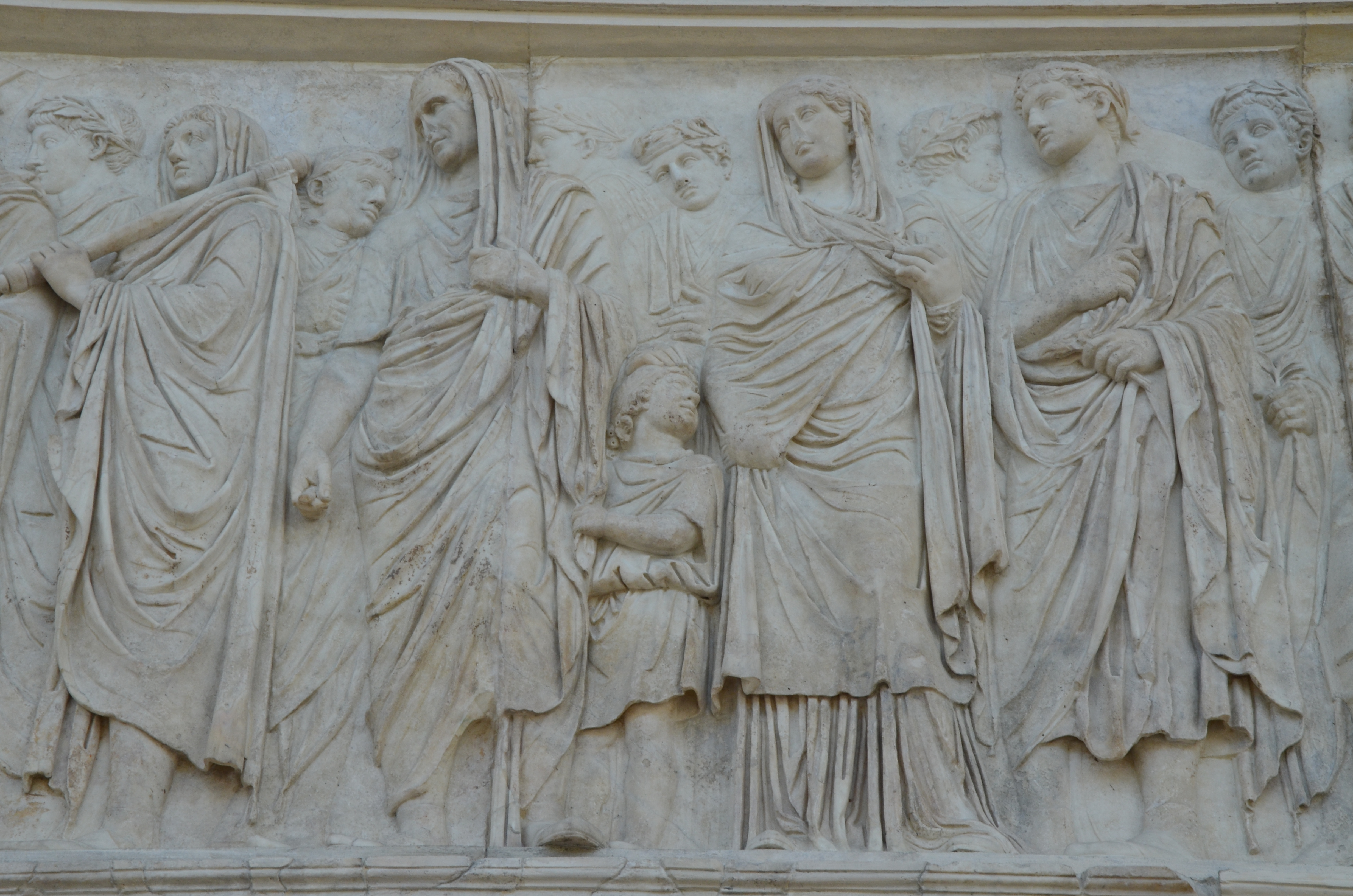
Teil des Südfrieses der Ara Pacis: Die kleine Person in der Mitte des Bildes wird teilweise mit Aspourgos identifiziert, die nur schwach ausgearbeitete Frau, die ihm die Hand auf den Kopf legt, mit Dynamis

## Bildliche Darstellungen
Eine 1898 entdeckte und durch Michael Rostovtzeff veröffentlichte unterlebensgroße Bronzebüste, die sich heute in der Eremitage in Sankt Petersburg befindet, wird traditionell mit Dynamis identifiziert. Das Stück kam zufällig in Schyroka Balka bei Noworossijsk, vermutlich in einem ehemaligen Grabhügel, ans Tageslicht. Es zeigt eine Frau im Chiton, deren gelockte Zöpfe beiderseits des Kopfes auf die Schulter fallen und die als Königssymbol eine Tiara in Form einer phrygischen Mütze trägt. Die Zuweisung zu Dynamis gilt jedoch heute als unwahrscheinlich und auch eine Identifizierung mit einer Gottheit (etwa Attis) ist nicht allgemein akzeptiert. Stattdessen wird in der Büste eine Darstellung der später regierenden bosporanischen Königin Gepaipyris erkannt.
Charles Brian Rose hat dagegen vorgeschlagen, eine Figur im Südrelief der Ara Pacis in Rom mit Dynamis zu identifizieren, die darunter stehende kleinere Person mit ihrem Sohn Aspourgos. Sicher zuweisbare Darstellungen der Dynamis finden sich jedoch ausschließlich auf ihren Münzen.